# HumanGuide
O teste HumanGuide, desenvolvido por Rolf Kenmo em 1999 na Suécia, tem por objetivo determinar o perfil da personalidade por meio da apreensão da estrutura de necessidades pulsionais do respondente, ou seja, do perfil motivacional, segundo a teoria de Leopold Szondi.
Acreditando ser a teoria de Szondi bastante útil para explicar o comportamento humano e, principalmente, a sua motivação no contexto da atividade profissional, Kenmo procurou desenvolver um instrumento de avaliação do perfil motivacional, que contemplasse os fundamentos da teoria das pulsões. Visava ao desenvolvimento de indivíduos, equipes e organizações a partir do autoconhecimento, do conhecimento recíproco e da busca de concordância entre o perfil pessoal e o perfil de exigência profissional, do ponto de vista da personalidade, concebido por Martin Achtnich.
Apoiando-se na própria formação em telecomunicações, na sua experiência com a tecnologia da informação (TI) e como consultor em recursos humanos, Kenmo criou o teste HumanGuide em estreita parceria com psicólogos e psiquiatras, procurando desenvolver um instrumento rápido, econômico, seguro e acurado para a apreensão do perfil motivacional, para aplicação no contexto organizacional.
Traduziu a terminologia psicopatológica de Szondi e os códigos alfabéticos dos fatores de necessidades pulsionais do BBT de Achtnich para conceitos que expressassem os oito fatores pulsionais concebidos por Szondi. Conservou sua característica bipolar, lhes atribuiu uma conotação positiva e de saúde e procurou torná-los compreensíveis e acessíveis também ao público leigo (respondentes e profissionais de Recursos Humanos, chefias).
Partindo da premissa de que o desenvolvimento pessoal passa necessariamente pelo autoconhecimento, Kenmo buscou tornar os resultados obtidos no HumanGuide o mais simples e menos herméticos possíveis, para que aquele que se submetesse ao teste e recebesse o resultado, pudesse se beneficiar do conhecimento dos seus pontos fortes e fracos, ou merecedores de desenvolvimento, como prefere chamá-los.
Embora o Teste de Szondi e o BBT tenham sido construídos como testes projetivos, tendo como estímulos retratos de pessoas ou fotos de profissões, respectivamente, Kenmo  preferiu traduzir os fatores em frases no presente do indicativo, optando pela forma de inventário de escolha forçada. Essa forma de apreensão vai ao encontro dos estudos realizados com o BBT, que sugerem haver correspondência entre a apreensão dos fatores mediante escolhas das fotos e a apreensão dos mesmos fatores por meio de indutores verbais. As respostas ao HumanGuide são quantificadas e representadas graficamente, permitindo, também, a realização de análises estatísticas com os dados obtidos.
Estudos de validade e precisão conduzidos no Brasil atestaram sua adequação para uso profissional.

## Características do HumanGuide
O HumanGuide é um sistema de avaliação totalmente informatizado, realizado via Internet, que disponibiliza além do teste de personalidade Perfil Pessoal (Como é a sua personalidade), outros quatro perfis opinativos, por meio de inventários on-line: Perfil Ideal(O que caracteriza seu colega ideal de trabalho?), Perfil de Terceiros (Qual sua opinião sobre a pessoa X?) Perfil de Exigência Profissional (O que o cargo exige?) e Perfil Cultural (Como é a cultura?).
Para fazer o teste, o respondente acessa a página do teste online por meio de uma senha pessoal e intransferível. O questionário Perfil Pessoal consiste de nove páginas, com oito afirmações cada, cada afirmação correspondendo a um fator ou necessidade pulsional, segundo a teoria de Szondi, totalizando setenta e duas frases.
A exemplo do Teste de Szondi e do BBT, o respondente deverá posicionar-se frente a cada afirmação, por meio de escolha forçada, escolhendo obrigatoriamente quatro frases positivamente (sim), duas frases negativamente (não) e ignorando duas frases (deixando em branco).

## Resultados
O resultado do teste consiste de um gráfico de barras, descrevendo as principais tendências do respondente, considerando os oito fatores de necessidades.
O autor sugere que seja feito um contato pessoal com o respondente para validar o perfil, apresentando e discutindo com ele o resultado, bem como para tirar eventuais dúvidas. Embora o sistema de avaliação seja totalmente eletrônico, cabe ao psicólogo a responsabilidade pela elaboração e emissão do laudo, podendo, para isso, utilizar-se de um editor de texto para esse fim.

## Fatores avaliados
Sensibilidade
Este fator é regido pelo princípio feminino da receptividade passiva. A necessidade principal é a de estabelecer contatos interpessoais marcados pela proximidade física e psicológica. A orientação do comportamento é no sentido de harmonizar a relação, de sentir e antecipar necessidades, de deixar-se envolver e influenciar pela atmosfera circundante.
Força
Este fator é regido pelo princípio masculino, da agressividade, dominação e imposição, no sentido de buscar a transformação da realidade. A necessidade principal inerente a este fator é usar a própria força física ou instrumentos com poder de transformação da realidade ou que permitam superar obstáculos. Atacar, superar, dominar, romper, lutar, vencer, bem como demolir, perfurar e aplainar caracterizam as ações empreendidas por indivíduos movidos pelo fator Força.
Qualidade
É regido pelo senso ético, que tem por base a preservação e o respeito pela vida de uma maneira geral. A necessidade principal é fazer a diferença na vida das pessoas ou na sociedade, assumindo responsabilidade e se colocando à disposição para prestar algum tipo de ajuda ou auxílio. Este fator exerce controle sobre o comportamento, tendo como freio o sentimento de culpa, estando, portanto, associado ao conceito psicanalítico do superego. Atividades profissionais voltadas para a coletividade ou nas quais seja necessário assumir responsabilidade correspondem a este fator.
Exposição
É regido pelo senso moral, ou seja, pelos códigos sociais e pelos costumes. A necessidade representada por este fator é de fazer parte do grupo, de ser visto e aceito pela comunidade, de ser reconhecido e admirado pelo outro. A ação é determinada pela necessidade de expor e mostrar, tendo no senso estético seu principal elemento. O freio do comportamento é a vergonha, o receio de ser mal visto ou de ser ridicularizado. Este fator apresenta diferentes aspectos associados à sobrevivência, como o mimetismo social, ou seja, a adoção dos códigos, vestimenta e comportamento dominantes no meio ambiente ou no grupo social, como forma de ser aceito e de fazer parte dele.
Estrutura
Corresponde ao princípio racional, ao senso de realidade. A necessidade expressa por esse fator é a de ter controle sobre o meio ambiente e sobre si mesmo, coletando dados, medindo, analisando e avaliando as situações, comparando e classificando, procurando adequar-se aos limites da realidade representados pelas normas, regras, parâmetros e procedimentos. Esse fator limita o ego na medida em que representa uma forma de constrição para sua necessidade de expansão.
Imaginação
Expressa a necessidade de expansão e de lidar com o que é intangível. Representa o princípio irracional, subjetivo e intuitivo, que se expressa em atividades que requerem imaginação e criatividade. A necessidade é de lidar com o novo, descobrindo, pesquisando, estudando, criando e desenvolvendo coisas novas. Este fator freqüentemente aparece pareado com o fator Estrutura, constituindo assim a base do pensamento científico, na medida em que este fator permite elaborar hipóteses, as quais deverão ser verificadas por meio da racionalidade e de procedimentos controlados e padronizados.
Estabilidade
A necessidade principal que corresponde a esse é a de manter a estabilidade na própria vida, apegando-se e conservando vínculos e objetos. Nesse sentido, atividades ligadas à matéria, ao passado e à posse, como o que é orgânico, química, histórico ou financeira, são atraentes, na medida em que permitem voltar-se para o passado, para a origem das coisas e, assim, recuperar o que se foi por meio da coleta de amostras, fragmentos, registros e documentos do que já existiu. Psicanaliticamente, esse fator corresponde à analidade, à necessidade de reter ou soltar, de apegar-se ou desapegar-se, de se voltar para antigos objetos ou de sair em busca de novos objetos.
Contatos
Corresponde à oralidade, na medida em que visa ao contato com outras pessoas e à apreciação das coisas boas da vida, por meio da busca da satisfação oral, da comunicação e da alimentação. Esse fator representa a sociabilidade, a necessidade de ter contato com muitas pessoas, comunicando-se intensamente com elas.  O fator Contatos está associado ao otimismo, à leveza nos relacionamentos interpessoais, à gregariedade e ao senso de humor.